# Нова Осіновка (Острогозький район)
Нова Осіновка (рос. Новая Осиновка) — село у Острогозькому районі Воронезької області Російської Федерації.
Населення становить 457  осіб. Входить до складу муніципального утворення Веретьєвське сільське поселення.

## Історія
Населений пункт розташований у межах суцільної української етнічної території, частини Східної Слобожанщини. До Перших визвольних змагань належав до Воронезької губернії.
Згідно із законом від 15 жовтня 2004 року входить до складу муніципального утворення Веретьєвське сільське поселення.

## Населення
| 2000 | 2005 | 2010 |
| ---- | ---- | ---- |
| 466  | ↘456 | ↗457 |